# Viaducs autoroutiers du Crozet
Pour le pont ferroviaire à proximité, voir Viaduc ferroviaire du Crozet.
Les viaducs du Crozet sont deux ouvrages d'art routiers situés à Vif dans le département d'Isère, en France. Ils permettent de faire passer l'autoroute A51 et la route européenne 712. Ils ont été établis de manière parallèle, à l'est du viaduc ferroviaire du Crozet.

## Situation et accès

### Situation générale
Les deux viaducs sont situés au sein de la vallée de la Gresse, au sud-est de la ville de Vif, sur les flancs occidentaux de la montagne du Grand Brion, dans la partie sud du département de l'Isère et de l'agglomération grenobloise. Ils traversent le hameau du Crozet pour rejoindre celui du Sert de Vif et passent par-dessus la rue du Viaduc ainsi que la D1075.
Deux autres viaducs, appelés viaducs de La Rivoire et situés un peu plus au nord, enjambent la gorge entre les montagnes du Petit et du Grand Brion (dans laquelle se trouve la gare ferroviaire de Vif).
C'est au niveau de la commune de Vif que se trouvent le tunnel du Petit Brion et le péage du Crozet de l'A51.

### Situation routière
Les viaducs font partie de la section de l'autoroute du Trièves, et s'inscrivent dans la portion d'autoroute entre la sortie no 12 et no 13.

## Étymologie
Les viaducs du Crozet sont nommés en référence au hameau situé un peu plus à l'est. Le mot Crozet (ou Croset), lui, vient probablement du bas latin « crosus » (qui signifie « le creux »), ou bien du mot « crux », qui signifie « croix » ou « croisée » (des chemins).

## Histoire
Les viaducs autoroutiers du Crozet ont été construits de septembre 1997 à octobre 1998 pour permettre à l'agrandissement du bras d'autoroute de l'A51, inaugurée en 1999, de continuer son extension jusqu'au col du Fau.

## Structure
Ils possèdent une structure de pont en arc avec tablier supérieur. Les arcs des ponts sont composés de béton armé tandis que les tabliers sont en béton précontraint. Le pont est fait une longueur totale de 348 mètres ; le pont ouest, lui, fait une longueur totale de 364 mètres. Ils se trouvent à 400 mètres d'altitude. 

## Galerie

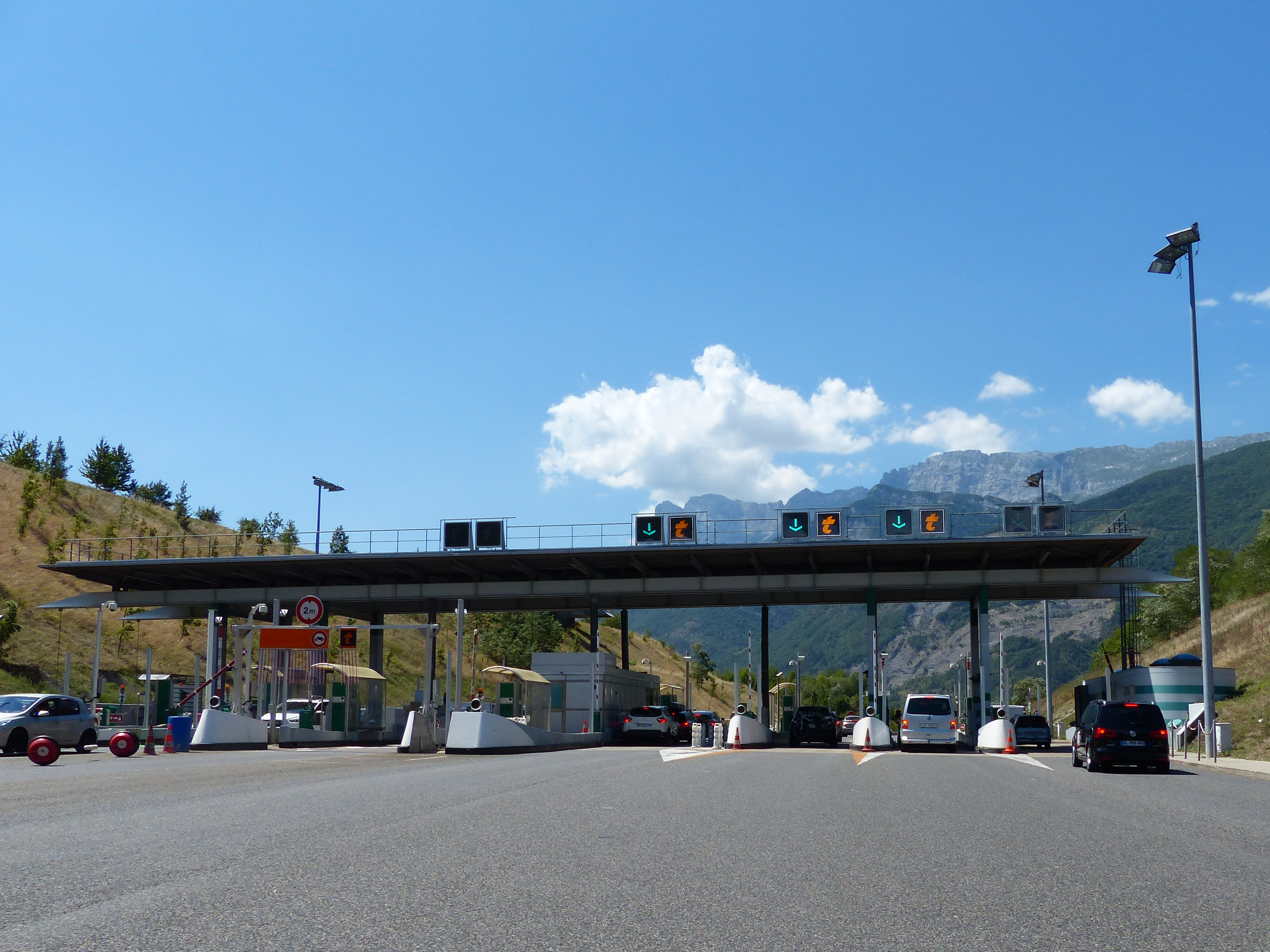
Péage du Crozet.
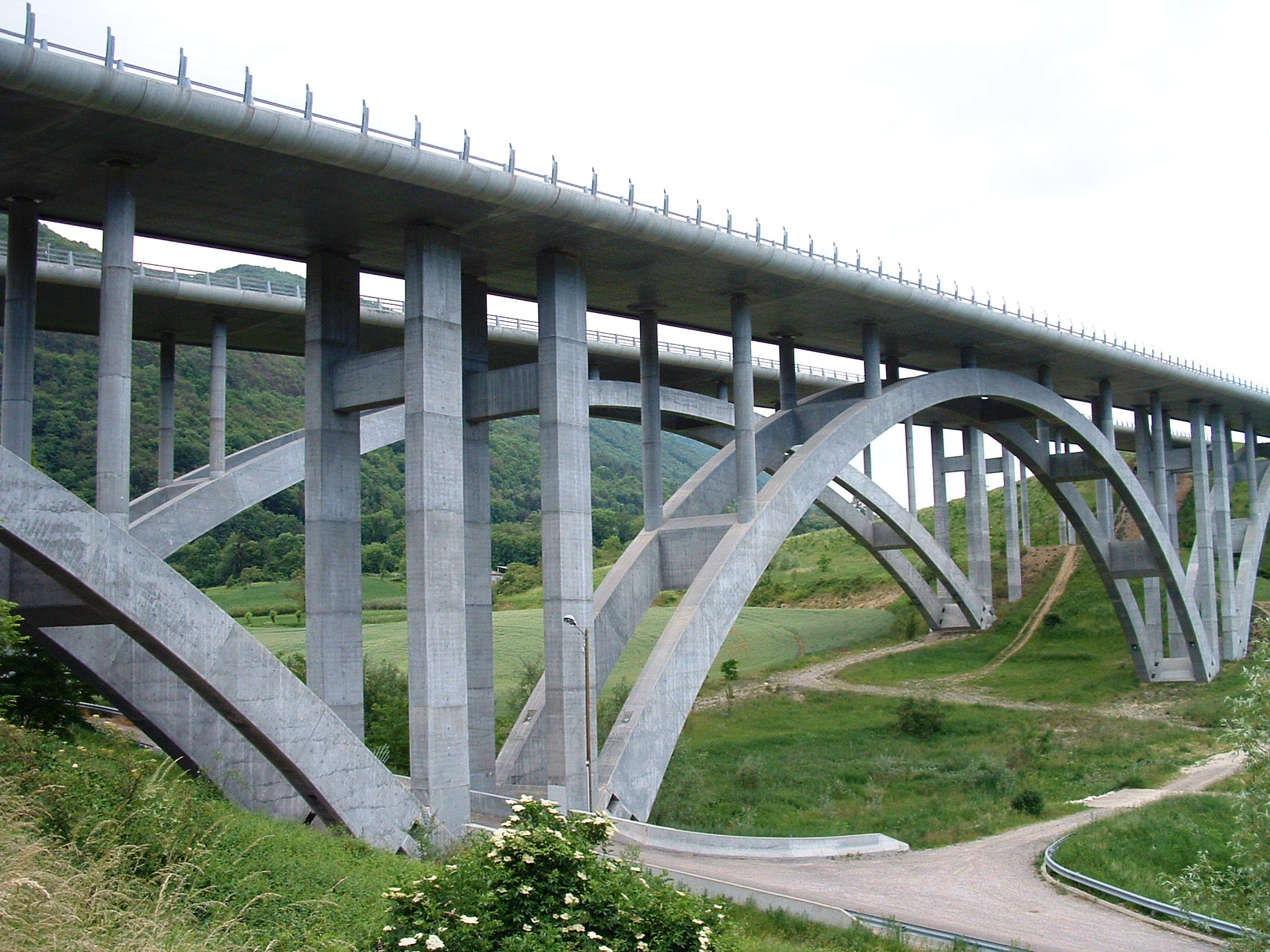
Le pont ouest.
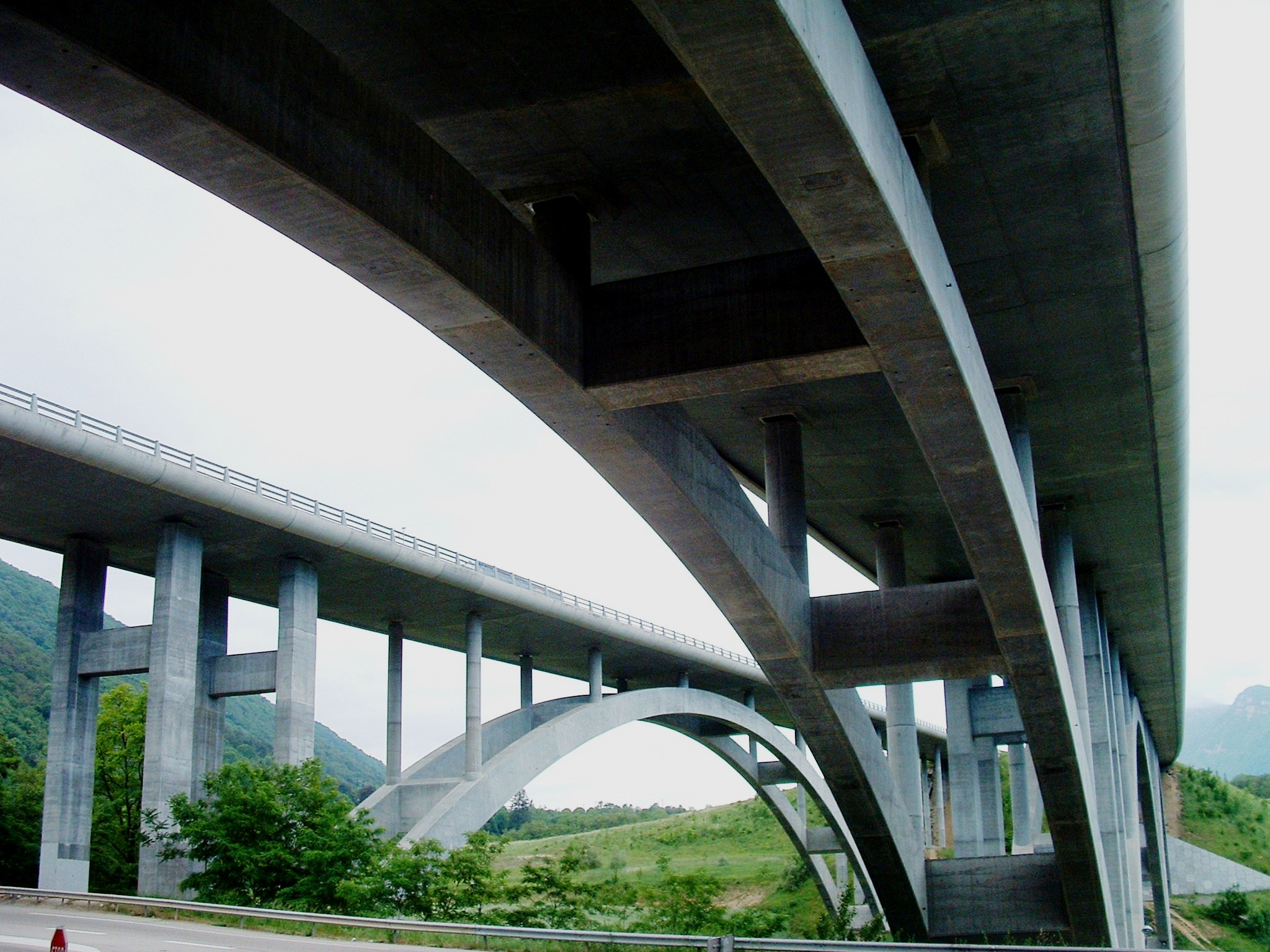
Tablier du pont ouest et le pont est, à gauche.
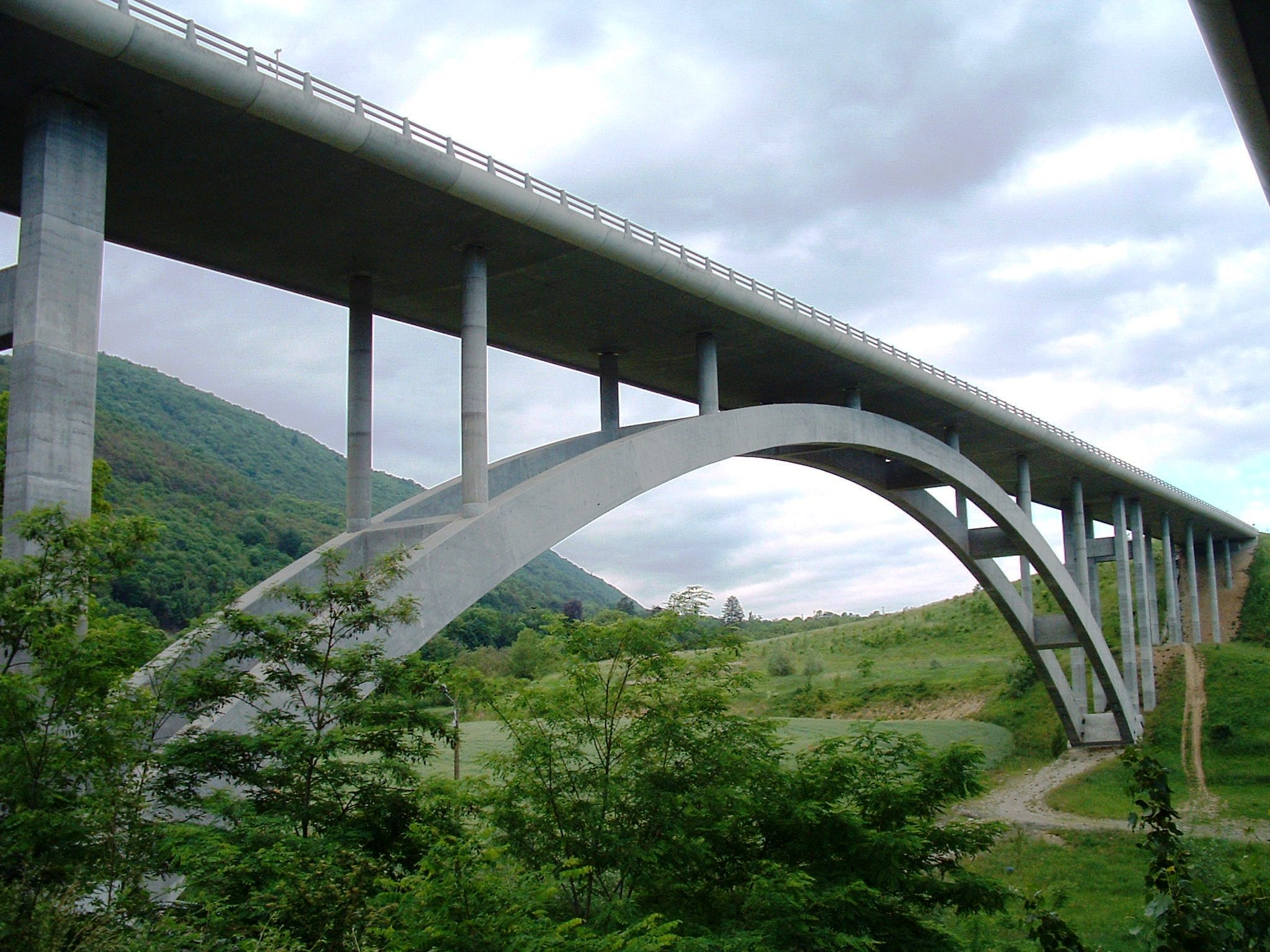
Le pont Est.
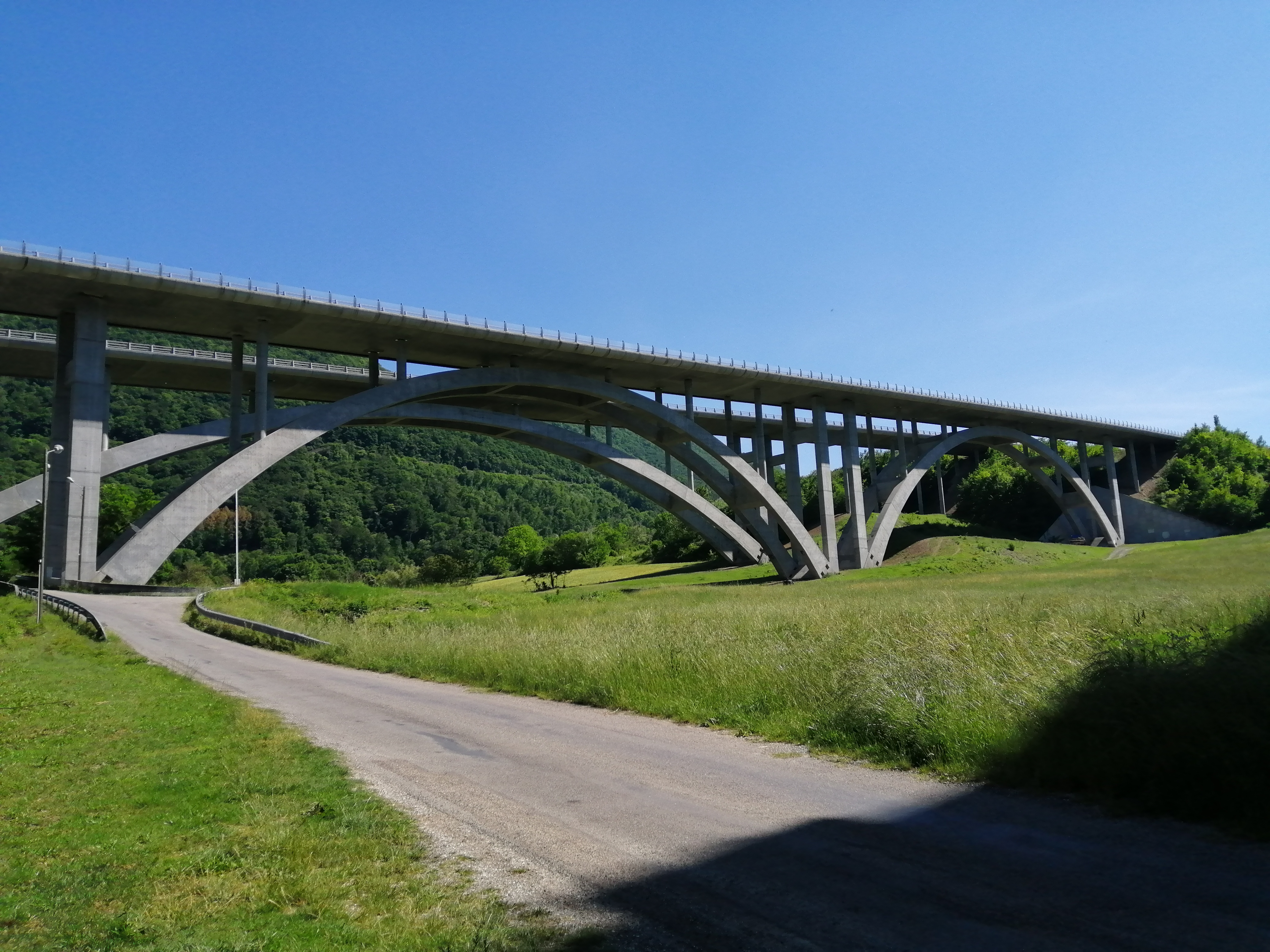
Vue d'ensemble des viaducs depuis la rue du Viaduc.
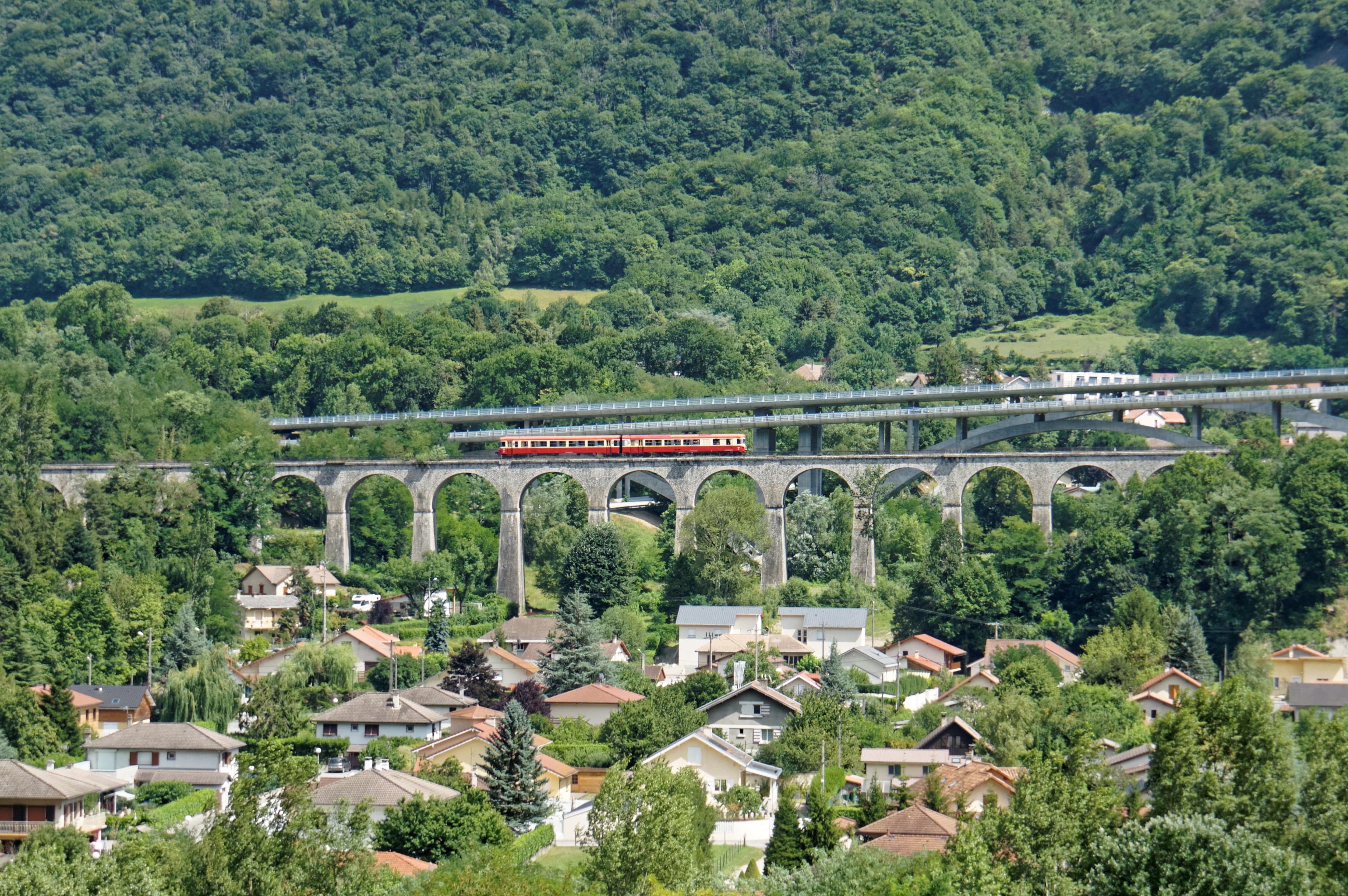
Vue générale des viaducs ferroviaire et autoroutiers.